# Гангут (лінкор)
«Га́нгут» (рос. Гангут), з 1925 року — «Жовтнева революція» (рос. «Октябрьская революция») — військовий корабель, лінійний корабель типу «Севастополь», що перебував у складі російського і радянського Балтійського флоту. Брав участь у Першій світовій, Громадянській, Радянсько-фінській і Німецько-радянській війнах під час оборони Ленінграда.
«Гангут» був головним кораблем у серії дредноутів типу «Гангут» Імператорського російського флоту, побудованих до Першої світової війни, та останнім кораблем цього класу, який було завершено. Він був названий на честь перемоги Росії над шведським флотом у битві при Гангуті в 1714 році. Його було завершено взимку 1914—1915 років, але повну бойову спроможність до бойових дій корабель набув лише в середині 1915 року. Основним завданням лінкора бу захист гирла Фінської затоки від ймовірного нападу німецького флоту, який ніколи не намагався прорватися до Санкт-Петебурга, тому він витрачав свій час на навчання та прикриття мінних операцій. Після Лютневої революції 1917 року екіпаж корабля приєднався до загального заколоту Балтійського флоту та до більшовиків у 1918 році. Він був поставлений на прикол у 1918 році через брак людських ресурсів і повторно введений в експлуатацію у 1925 році, одночасно «Гангут» перейменували на «Жовтневу революцію» (рос. Октябрьская революция).
З 1931 до 1934 року лінкор зазнав глибоку реконструкцію, були встановлені нові котли, системи керування вогнем та значно збільшені надбудови. Під час Зимової війни він один раз бомбардував позиції фінської берегової артилерії. На початку 1941 року, безпосередньо перед операцією «Барбаросса», його зенітне озброєння було значно посилено. Він забезпечував вогневу підтримку радянських військ під час блокади Ленінграда, попри три бомбардування, ще рік перебування в ремонті. Залишений на дійсній службі після війни, він став навчальним кораблем у 1954 році, перш ніж був виключений зі списку ВМС у 1956 році та поступово утилізований.

## Історія
«Гангут» був закладений 16 червня 1909 року на верфі Адміралтейського заводу у Санкт-Петербурзі. 20 жовтня 1911 року він був спущений на воду, а 11 січня 1915 року увійшов до складу Російського імператорського флоту, перейшов до Гельсінгфорсу, де був включений до складу 1-ї бригади лінійних кораблів Балтійського флоту.
З січня 1915 року «Гангут» брав участь у Першій світовій війні. 11 листопада 1915 року лінкорами «Гангут» і «Петропавловськ» під прикриттям крейсерів 1-ї бригади було поставлено мінне загородження з 550 мін південніше острова Готланд. 25 листопада на мінах цієї загородження підірвався німецький крейсер «Данциг». У другій половині 1915 року здійснив три бойові походи на забезпечення мінних постановок у Балтійському морі, після чого «Гангут» решту періоду світової війни простояв у Гельсінгфорсі.
З 12 по 17 березня 1918 року у складі першого загону кораблів лінкор здійснив Льодовий перехід із Гельсінгфорсу до Кронштадта. У листопаді 1918 року переведений до Петрограда, де після консервації простояв до травня 1925 року на тривалому зберіганні біля стіни Ленінградського заводу.
15 травня 1925 року на лінкорі вперше було піднято військово-морський прапор СРСР та гюйс. 27 червня 1925 року лінійний корабель «Гангут» було перейменовано на «Жовтневу революцію».
Влітку 1928 був протаранений крейсером «Аврора», внаслідок чого корпус лінкора отримав пробоїну.
Під час радянсько-фінської війни брав участь в обстрілі вогневих точок фінських військ на островах та приморському плацдармі та надавав вогневу підтримку сухопутним військам. 10 і 18 грудня 1939 року у складі ескадри брав участь в обстрілі 254-мм фінської батареї біля Саренпя (острів Койвісто). Лінкором було випущено по ній 269 305-мм снарядів з дистанцій 102—120 кабельтових.
З 30 грудня по 2 січня 1940 року знову обстрілював берегові укріплення фінів, а потім через складну льодову обстановку і погану видимість лінкор був відкликаний у Кронштадт.

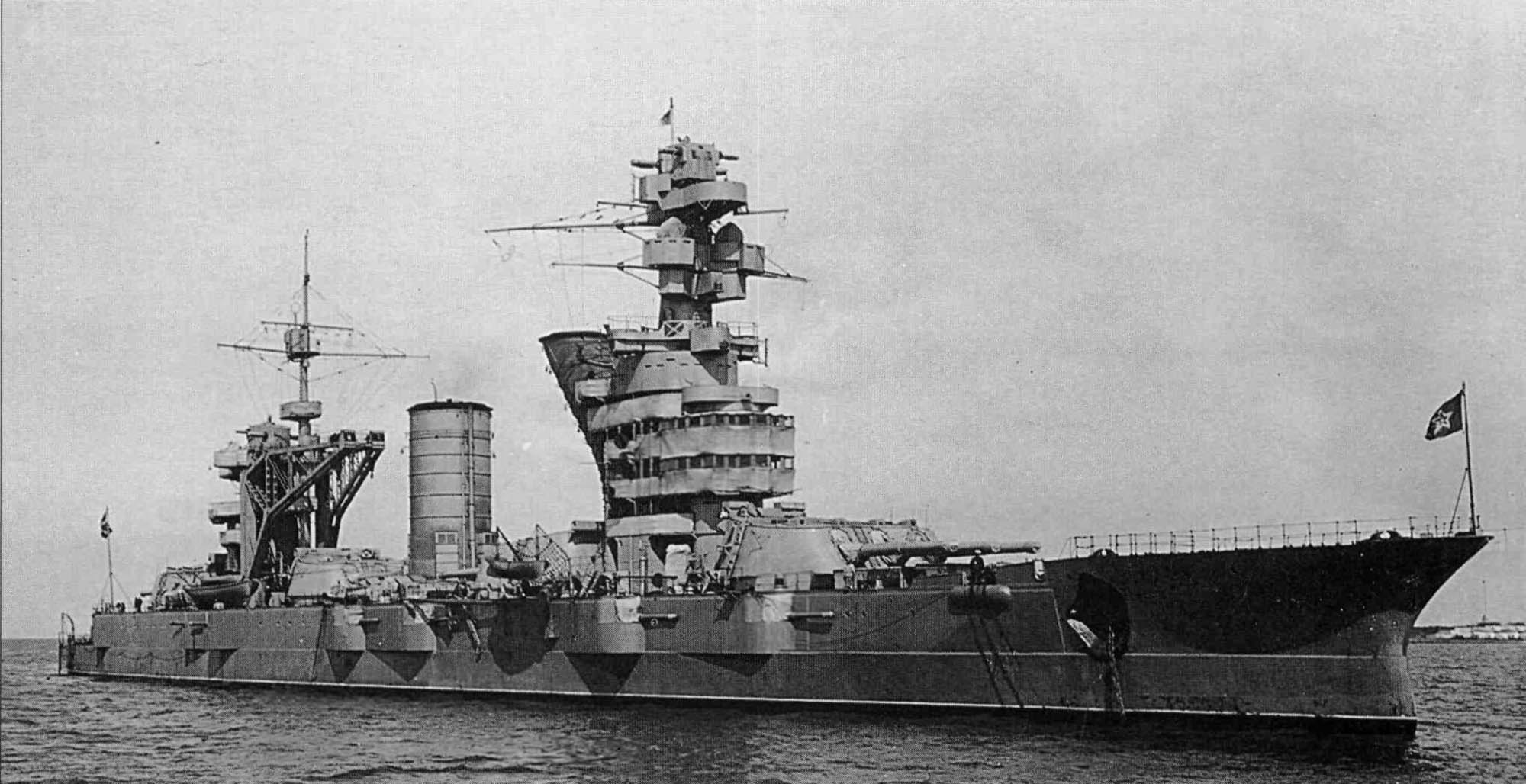
Лінкор «Жовтнева революція» після модернізації. 1934

На початок німецького вторгнення «Жовтнева революція» базувався у Таллінні. 1-2 липня 1941 року лінкор у супроводі з ескадреними міноносцями «Смелий», «Славний», «Суровий», «Свирепий», «Страшний», «Яків Свердлов», «Артем» і «Володарський», п'ятьма швидкохідними тральщиками був передислокований у Кронштадт.
21 вересня «Жовтнева революція» була сильно пошкоджена трьома бомбами, які влучили в її носову частину, які вивели з ладу дві башти. 23 жовтня корабель відправили на Орджонікідзевську верф для ремонту. У період з лютого до квітня 1942 року на лінкорі було посилено зенітне озброєння шляхом встановлення чотирьох 37-мм зенітних гармат 70-К і ще однієї спареної 76,2-мм гарматної установки К-81. Але, в ніч з 4 на 5 квітня корабель був знову уражений однією важкою і трьома середніми бомбами, скинутими Heinkel He 111 KG 4 і знову трьома бомбами 24 квітня. В результаті ремонт був завершений в листопаді 1942 року, у вересні була додана четверна 37-мм гарматна установка 46-К. «Жовтнева революція» підтримувала радянські війська під час блокади Ленінграда, Ленінградсько-Новгородської наступальної операції в січні 1944 року та Виборзько-Петрозаводської наступальної операції в червні 1944 року. Десь протягом 1944 року лінкор отримав ленд-лізівський британський радіолокатор типу 279.
22 липня 1944 року лінкор був нагороджений орденом Червоного Прапора.
У перші повоєнні роки лінкор практично не виходив у море і пройшов за 1946—1947 роки лише 2,7 морських милі. 24 липня 1954 перекласифікований в навчальний лінійний корабель.
17 лютого 1956 року виключений зі списків кораблів радянського ВМФ. 26 березня 1956 року екіпаж було розформовано й у 1956—1957 роках корабель було розібрано у Ленінграді на брухт.